# Isola Titovskij
L'isola Titovskij (in russo остров Титовский, ostrov Titovskij) è un'isola russa, bagnata dal mare di Barents.
Amministrativamente fa parte del Pečengskij rajon, dell'oblast' di Murmansk, nel Circondario federale nordoccidentale.

## Geografia
L'isola è situata all'ingresso del golfo della Titovka (губа Титовка), lungo la costa sudoccidentale del golfo Motovskij, che è parte del mare di Barents. Dista dalla terraferma, nel punto più vicino, circa 50 m.
Titovskij è un'isola dalla forma irregolare con una strozzatura al centro, che si trova lungo la costa nordoccidentale del golfo della Titovka, poco a sud dell'isola Ovečij (остров Овечий), con la quale forma il piccolo bacino naturale e punto d'approdo Titovskoe Ozerko (бассейн Титовское Озерко).

Orientata in direzione nordest-sudovest, misura circa 830 m di lunghezza e 540 m di larghezza massima nella parte meridionale. A nord, raggiunge l'altezza massima di 49,6 m s.l.m. La strozzatura centrale invece non supera i 4 m d'altezza.

Durante la seconda guerra mondiale sull'isola si insediò un gruppo di ricognizione del 100º distaccamento di confine dell'NKVD, chiamato Titovka-Ostrov.

## Isole adiacenti
Nelle vicinanze di Titovskij si trovano:
- Isola Ovečij (остров Овечий), 155 m a sud, è un'isola di forma allungata irregolare, sempre all'ingresso del golfo della Titovka. (69°35′35″N 32°03′44″E)
- Isola Mogil'nyj (остров Могильный), 2,18 km a est, è un'isoletta di forma ovale situata a nord del promontorio che separa la baia Kislucha (губа Кислуха) dalla baia Sennucha (губа Сеннуха). Misura 270 m di lunghezza e 150 m di larghezza massima. Sull'isola si trova un faro.[3] (69°35′26″N 32°07′38″E)